# Nel segno della pecora
Nel segno della pecora (羊をめぐる冒険?, Hitsuji wo meguru bōken) è un romanzo dello scrittore giapponese Haruki Murakami.

## Trama
Un pubblicitario trentenne sta passando un periodo non proprio felice della sua vita; la moglie lo ha lasciato per un individuo altrettanto insignificante e tutta la sua breve carriera, di discreto successo, potrebbe essere distrutta da un potente uomo politico detto "Il Boss" (in edizioni più recenti "Il Maestro"). Quello che "Il Boss" vuole è trovare una pecora che sembra ossessionarlo e che appare, minuscolo particolare di un paesaggio montano, in una fotografia che il protagonista aveva pubblicato su una newsletter.
La foto gli era stata spedita da un amico, "Il Ratto" (in edizioni più recenti "Il Sorcio"), con il quale non aveva più contatti da anni e solamente con l'aiuto di una lente si sarebbe potuta identificare la strana pecora bianca con una macchia a forma di stella sulla groppa. Mentre il Boss languisce in fin di vita, un suo emissario incarica (non proprio con le buone) il pubblicitario di rintracciare la pecora. L'unico elemento potenzialmente utile è il panorama che si rivelerà essere una gelida ed isolata località sull'isola di Hokkaidō. La ricerca della pecora si trasforma in un cammino di ricerca della verità.

## Personaggi
I personaggi non hanno nomi propri. Il romanzo è scritto in prima persona dal punto di vista del protagonista (un giovane agente pubblicitario che conduce una vita alquanto monotona e solitaria, lavorando per una mediocre agenzia insieme al suo socio) che pertanto si rivolge ai personaggi usando solo nomi comuni. I principali personaggi secondari che compaiono sono:
- il Sorcio, oscuro amico del protagonista di cui si conosce ben poco;
- la ragazza del protagonista, che si guadagna da vivere come modella (mettendo in mostra le sue bellissime orecchie), come prostituta e come traduttrice, e gode di strani poteri sovrannaturali;
- l'Uomo-Pecora, abita il luogo in cui si trova la pecora oggetto della ricerca;
- il Professor Pecora, anziano esperto di ovini, vive rinchiuso in uno squallido albergo di Sapporo gestito dal figlio;
- il Maestro, potente politico di estrema destra che detiene il controllo dei mass media di tutto il Paese;
- il segretario del Maestro, misterioso uomo che gli assegna la ricerca della pecora per conto del Maestro.

## Pubblicazione
La prima edizione originale è stata pubblicata nel 1982. In Italia il testo venne pubblicato nel 1992 da Longanesi & C. con il titolo Sotto il segno della pecora e nel 2010 da Giulio Einaudi Editore con la traduzione di Antonietta Pastore e il titolo Nel segno della pecora.

## Analisi
Nel segno della pecora, come scrive Antonietta Pastore nell'introduzione al romanzo "introduce molti dei temi cari all'autore: la solitudine dell'uomo, l'arroganza e lo strapotere della politica, la nostalgia per l'atmosfera esaltante degli anni Sessanta, la passione per il rock e il jazz, l'irrompere del surreale nella prosaicità della vita quotidiana".

## Edizioni
- Haruki Murakami, Sotto il segno della pecora, traduzione di A. Rusconi, Longanesi & C., 1992, ISBN 88-304-1097-7.
- Haruki Murakami, Nel segno della pecora, traduzione di A. Pastore, Giulio Einaudi Editore, 2010,  p. 298, ISBN 978-88-06-19336-2.
- Haruki Murakami, Nel segno della pecora, traduzione di A. Pastore, Giulio Einaudi Editore, 2024,  p. 307, ISBN 978-88-06-21695-5.